# Thất thái

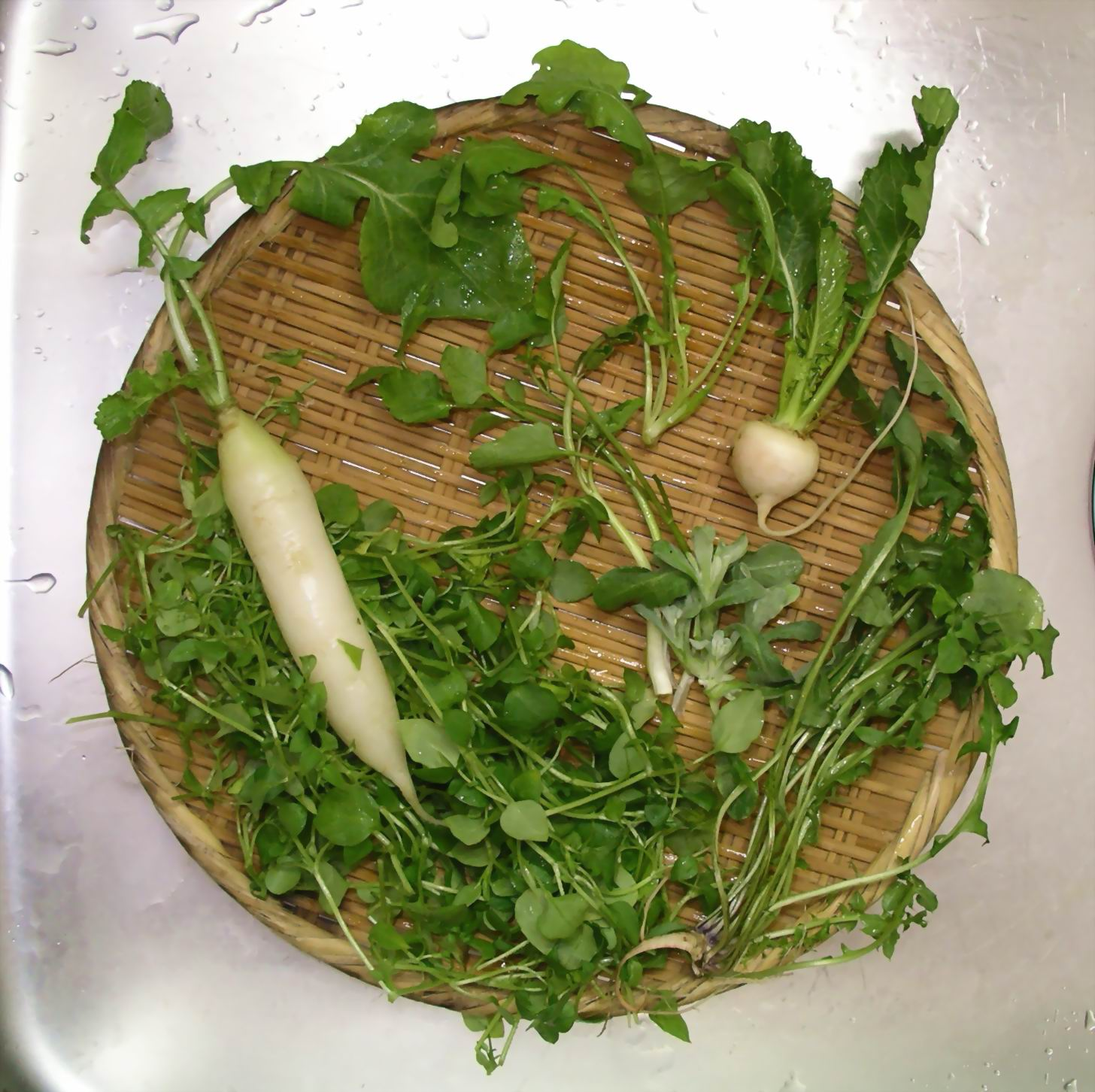
Nanakusa đang được chuẩn bị

Thất thái (7 loại rau) tiếng Nhật  Nanakusa no sekku (七草の節句, âm Hán Việt: thất thảo chi tiết cú), là truyền thống ăn bảy loại rau ở Nhật Bản vào ngày 7 tháng 1 hàng năm. Vào ngày đó người Nhật nấu cháo với bảy loại rau thảo dược của mùa xuân (春の七草). Bảy thứ rau là:
| Hình ảnh | Tên truyền thống               | Tên hiện đại                                 | Tiếng Việt                                     |
| -------- | ------------------------------ | -------------------------------------------- | ---------------------------------------------- |
|          | 芹 (せり seri)                 | 芹 (せり seri)                               | (Oenanthe javanica) rau cần                    |
|          | 薺 (なずな nazuna)             | 薺 (なずな nazuna) ぺんぺん草 （penpengusa） | (Capsella bursa-pastoris) rau tề               |
|          | 御形 (ごぎょう gogyō)          | 母子草（ははこぐさ hahakogusa）              | (Gnaphalium affine) rau khúc tẻ                |
|          | 繁縷 (はこべら hakobera)       | 小蘩蔞 （こはこべ kohakobe）                 | (Stellaria media) Cây phồn lũ                  |
|          | 仏の座 (ほとけのざ hotokenoza) | 小鬼田平子 (こおにたびらこ koonitabirako）   | (Lapsana spp.) một loại cải cúc                |
|          | 菘 (すずな suzuna)             | 蕪 (かぶ kabu）                              | (Brassica rapa var. rapa) củ cải tròn          |
|          | 蘿蔔 (すずしろ suzushiro)      | 大根 （だいこん daikon）                     | (Raphanus raphanistrum subsp. sativus) củ cải. |

Tùy địa phương có nơi thay rau này thành rau khác để đủ bảy thứ.

## Tục lệ
Vào đêm mồng sáu hay sáng ngày mồng 7 Tháng 1, chủ nhà đặt các thứ rau lên thớt cùng với cái cối, cái chày và muỗng xúc cơm dẹt gọi là shamoji rồi nguyện câu với đại ý: "Trước khi những cánh chim từ lục địa bay đến Nhật Bản, hãy dùng nanakusa". Chủ lễ vừa khấn vừa cắt rau.

## Lịch sử
Ngày 7 tháng 1 là ngày lễ quan trọng của Nhật Bản từ thời xa xưa nay còn lưu lại như một cách cầu tuổi thọ và sức khỏe. Nguyên thủy tục này xuất hiên bên Trung Hoa như một cách trừ quỷ vì vào tiết Tháng Giêng trời còn giá lạnh nên không có rau xanh. Bảy thứ rau này xuất hiện sớm nên người dân coi chúng như thần dược, ăn vào thì không những cơ thể khỏe mạnh mà còn ươm linh khí thần linh.

## Thất thảo mùa thu
Ngoài bảy loại rau mùa xuân nanakusa, người Nhật còn có "7 loại hoa mùa thu" (秋の七草/秋の七種) bao gồm:
| Hình ảnh | Tên truyền thống              | Tên hiện đại                   | Tiếng việt                                        |
| -------- | ----------------------------- | ------------------------------ | ------------------------------------------------- |
|          | 女郎花 (おみなえし ominaeshi) | オミナエシ ominaeshi           | Patrinia scabiosifolia bại tượng hoa vàng         |
|          | 尾花 (おばな obana)           | ススキ susuki                  | Miscanthus sinensis cỏ chè vè                     |
|          | 桔梗 (ききょう kikyou)        | キキョウ kikyou                | Platycodon grandiflorus cát cánh                  |
|          | 撫子 (なでしこ nadeshiko)     | カワラナデシコ kawaranadeshiko | Dianthus superbus hoa cù mạch                     |
|          | 藤袴 (ふじばかま fujibakama)  | フジバカマ fujibakama          | Eupatorium fortunei cây mần tưới                  |
|          | 葛 (くず kuzu)                | クズ kuzu                      | Pueraria lobata sắn dây                           |
|          | 萩 (はぎ hagi)                | ハギ hagi                      | Lespedeza hagi (một loại hoa thuộc họ đậu mắt gà) |

Bảy loại hoa mùa thu tượng trưng niềm hân hoan, tuy đơn sơ và mong manh, bé nhỏ nhưng có nét đẹp rực rỡ. Các hoa cỏ này đều được nhắc tới trong Vạn diệp tập, gắn liền với tiết thu trong văn hóa Nhật.

## Cảnh giác y tế
Rau cần nước (Oenanthe javanica) ăn lành nhưng nhiều loài cận chủng trong họ rau cần Oenanthe đều có độc chất, dù lượng ăn vào không nhiều nhưng có thể hại sức khỏe.